# 火筒树属
火筒树属有约70余种，分布在澳大利亚东部，东南亚和非洲部分地区，中国有6种，生于云南、贵州、广西、广东等地。
火筒树属植物为常绿灌木或小乔木，羽状複叶，花组成伞房状聚伞花序，绿色、黄色红色或紫色，花冠4-5裂；果实为浆果，球形，成熟时为暗红色。
属名Leea为纪念英国园艺工作者James Lee（1715-1795）而命名。

## 主要种
- Leea adwivedica
- 圆腺火筒树Leea aequata
- Leea amabilis
- Leea asiatica
- Leea aspera
- Leea coccinea
- 光叶火筒树Leea glabra
- 台湾火筒树Leea guineensis
- Leea hirta
- 火筒树Leea indica
- Leea krukoffiana
- 大叶火筒树Leea macrophylla
- Leea manillensis
- 菲律宾火筒木Leea philippinensis
- 红叶火筒树Leea rubra
- Leea sambucina

1981年的克朗奎斯特分类法将本属自成一科火筒树科放到鼠李目中，1998年根据基因亲缘关系分类的APG 分类法和2003年经过修订的APG II 分类法不承认这个科，将本属合并到葡萄科中，列为火筒树亚科，不属于任何一个目，直接列在蔷薇分支下。

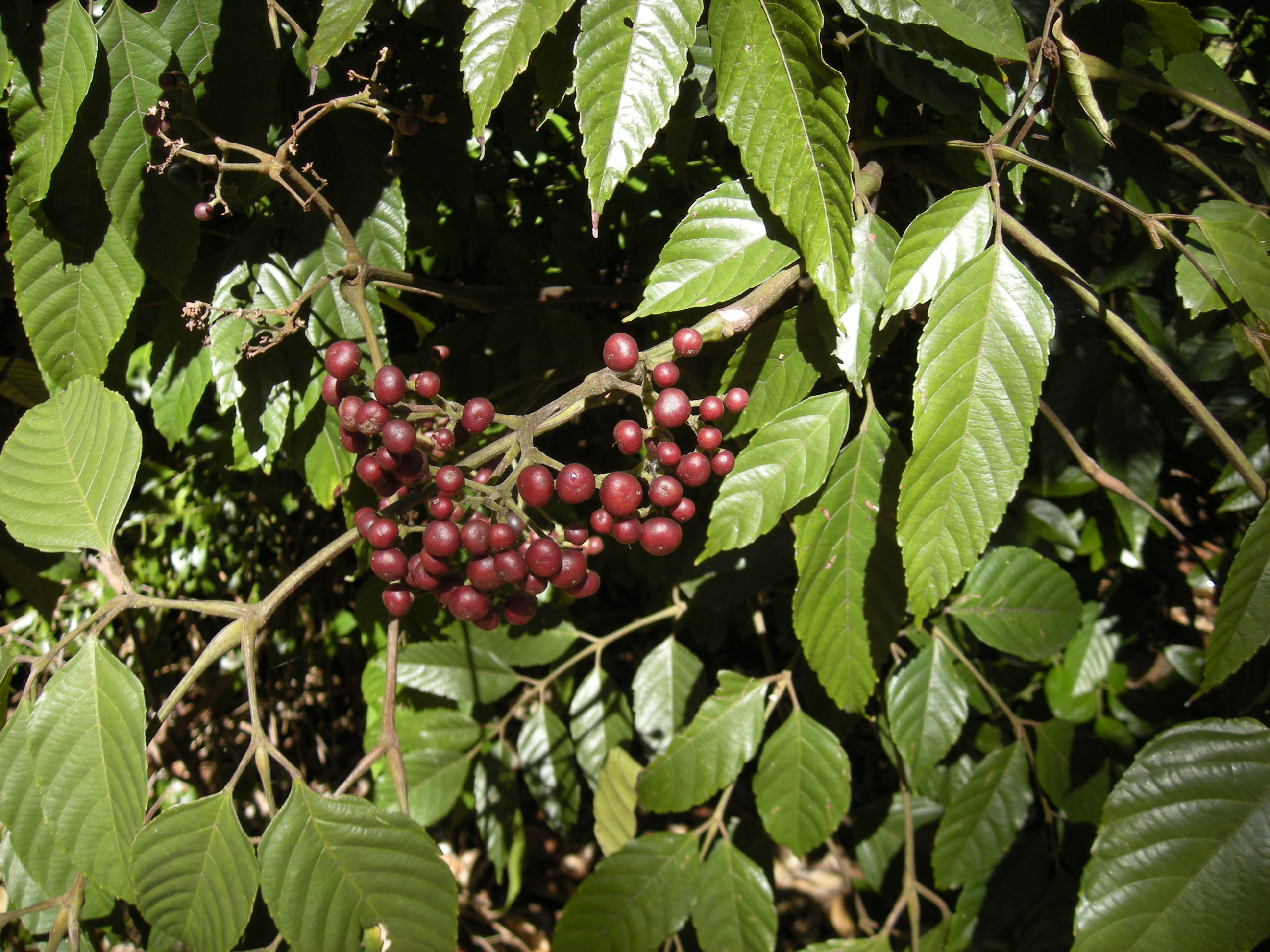
火筒树Leea indica